# 塞米諾爾縣 (佛羅里達州)
塞米諾爾縣（英語：Seminole County）是美國佛羅里達州的一個縣，位於佛羅里達半島中部。面積893平方公里。根據美國2000年人口普查，共有人口365,196。縣治桑福德（Sanford）。
成立於1913年4月25日，縣名來自印地安人的一支塞米諾爾族。該縣是該族人目前的主要居住地之一。